# 浜松学院興誠中学校・高等学校
浜松学院興誠中学校・高等学校（はままつがくいんこうせいちゅうがっこう・こうとうがっこう）は、静岡県浜松市中央区高林一丁目にある私立中学校・高等学校（中高一貫校）。

## 沿革

### 年表
- 1924年4月 - 遠江商業学校開校[1]。
- 1933年
  - 11月22日 - 静岡県興誠商業学校設置認可[2]。財団法人静岡県興誠商業学校設立許可[3]。遠州商業学校廃止[4]。
  - 12月 - 静岡県興誠商業学校開校[2]。
- 1944年4月 - 静岡県興誠航空工業学校開校[5]。
- 1945年
  - 3月31日 - 同日限りで静岡県興誠商業学校廃止[6]。
  - 11月 - 興誠中学校と改称、普通課程5年制。
- 1948年4月 - 興誠高等学校（普通科）に移行、中学校を併設。
- 1952年4月 - 興誠商業高等学校と改称。
- 1968年1月 - 興誠商業高等学校併設中学校廃止。
- 1973年1月 - 興誠高等学校と改称。
- 1981年4月 - 文理特進コース設置（全寮制）。
- 1985年4月 - 文理特進コース設置（通学制）。
- 1995年4月 - 男女共学制実施。
- 1998年3月 - 商業科を閉科。
- 1998年4月 - 特進コースI類・II類・進学コースの3コース制実施。
- 2002年4月 - 書道コース設置。
- 2003年4月 - 2学期制の実施。
- 2004年4月 - 併設中学校の復活（開校）。
- 2007年4月 - 高等学校中高一貫コース・特進コースI類・II類・進学コース・書道コースの5コース制の実施。
- 2010年4月 - 3学期制の実施。
- 2011年4月 - 浜松学院中学校・高等学校と改称。
- 2025年4月 - 浜松学院興誠中学校・高等学校と改称。

## 部活動

### 野球部
野球部創部は1947年。川口芳弘、川瀬宏之、伊藤芳明、小田智之、林昌樹などプロ野球選手を輩出している。
- 1995年に第77回全国高等学校野球選手権大会静岡予選準優勝
- 1997年に静岡予選準優勝
- 2005年秋の東海大会ベスト8に進出。
- 2002年に全国高等学校野球選手権大会に初出場した。
- 2008年春の東海大会ベスト8に進出。

### バスケットボール部
男子バスケットボール部はインターハイに19回、ウィンターカップ14回出場している。1977年ウィンターカップ静岡予選初優勝以降、バスケの強豪として名を連ねる。2004年から3年低迷期を経て、2007年以降は飛龍、藤枝明誠、沼津中央と代表の座を争っている。

## 設置形態
- 中学校
- 高等学校 － 全日制 普通科のもと、次の4コースを設置している。
  - 特進選抜コースI類（国公立大現役合格系）－ 国公立大学、難関私立大学の合格を目指す
  - 特進選抜コースII類（有名私立大現役合格系）－ 国公立大学、私立大学の合格を目指し、部活動との両立も目指す
  - ドリーム実現コース － 7つの系があり、卒業後につながる専門性を意識した系統別学習を行う
  - 子ども教育コース － 保育園、幼稚園、小学校の教員となる資質を育てる

## 進路
毎年約4割が4年制大学へ進学。専門学校への進学や就職者の割合も多い。

## 主な卒業生

### 大相撲
- 龍ヶ浜広宣（柴田広宣）元大相撲十両力士・元時津風部屋所属

### プロ野球
- 川口芳弘（元プロ野球選手）
- 川瀬宏之（元プロ野球選手）
- 伊藤芳明（元巨人・東映投手）
- 小田智之（元北海道日本ハムファイターズ）
- 林昌樹（元広島東洋カープ）
- 寺嶋寛大（元プロ野球選手、千葉ロッテマリーンズ）

### バスケットボール
- 後藤正規（元プロバスケットボール選手、三菱電機・NKK・アイシン精機）
- 松藤光生（バスケットボール選手、豊田通商ファイティングイーグルス）
- 菅谷徹（バスケットボール選手、黒田電気ブリット・スピリッツ）
- 田中健介（プロバスケットボール選手、東京アパッチ）

### サッカー
- 太田吉彰（元プロサッカー選手、元日本代表、ジュビロ磐田）

### 競輪
- 當銘直美（ガールズケイリン選手）
- 當銘沙恵美（ガールズケイリン選手）

### 芸能
- 浜名ヒロシ（鶴岡雅義と東京ロマンチカ）
- チロ（お笑い芸人・ビックスモールン）
- 野久保直樹（俳優）
- ゴンゾー（ピン芸人）

### その他
- 安田栄作（元大蔵省主計局主計監察官）
- 齊藤俊雄（大阪大学名誉教授、英語コーパス学会初代会長、博士 言語文化学　）
- 武田賴政（ノンフィクションライター）
- 鈴木克美（東海大学名誉教授、農学博士、海洋学）
- 片桐孝憲（実業家 合同会社DMM.com 最高経営責任者 社長 ピクシブ株式会社 創業者）

## 主な関係者
- 廿日出厖（創立者、元衆議院議員）

## 施設
- 体育館
- 南棟
- 北棟
- 誠徳館
- 講堂

## アクセス
- 遠鉄バス50山の手医大線「浜松学院興誠高校」停留所から徒歩約1分（浜松駅からバスで約12分）。
- 遠鉄バス8鶴見富塚じゅんかん・51泉高丘線・58和合西山線「浜松学院大住吉」停留所から徒歩約3分（浜松駅からバスで約12分）。
- 遠州鉄道鉄道線「助信」駅から徒歩約15分（浜松駅から電車で約7分）。